# Powiat Niederbarnim

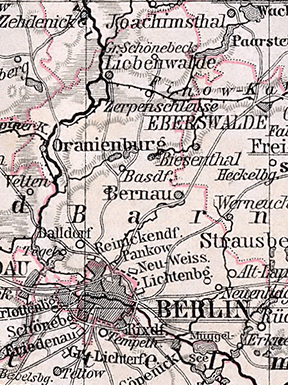
Mapa powiatu w 1905

Powiat Niederbarnim (niem. Landkreis Niederbarnim, Kreis Niederbarnim) – dawny powiat w Królestwie Prus, w prowincji prowincji Brandenburgia, w rejencji poczdamskiej. Istniał w latach 1818–1952, siedzibą władz powiatu było miasto Berlin. Teren dawnego powiatu leży obecnie w kraju związkowym Brandenburgia w powiatach Oberhavel, Barnim, Märkisch-Oderland oraz Oder-Spree.
1 stycznia 1945 na terenie powiatu znajdowały się:
- cztery miasta: Altlandsberg, Bernau bei Berlin, Liebenwalde oraz Oranienburg
- 80 innych gmin
- cztery majątki junkierskie.